# Everus

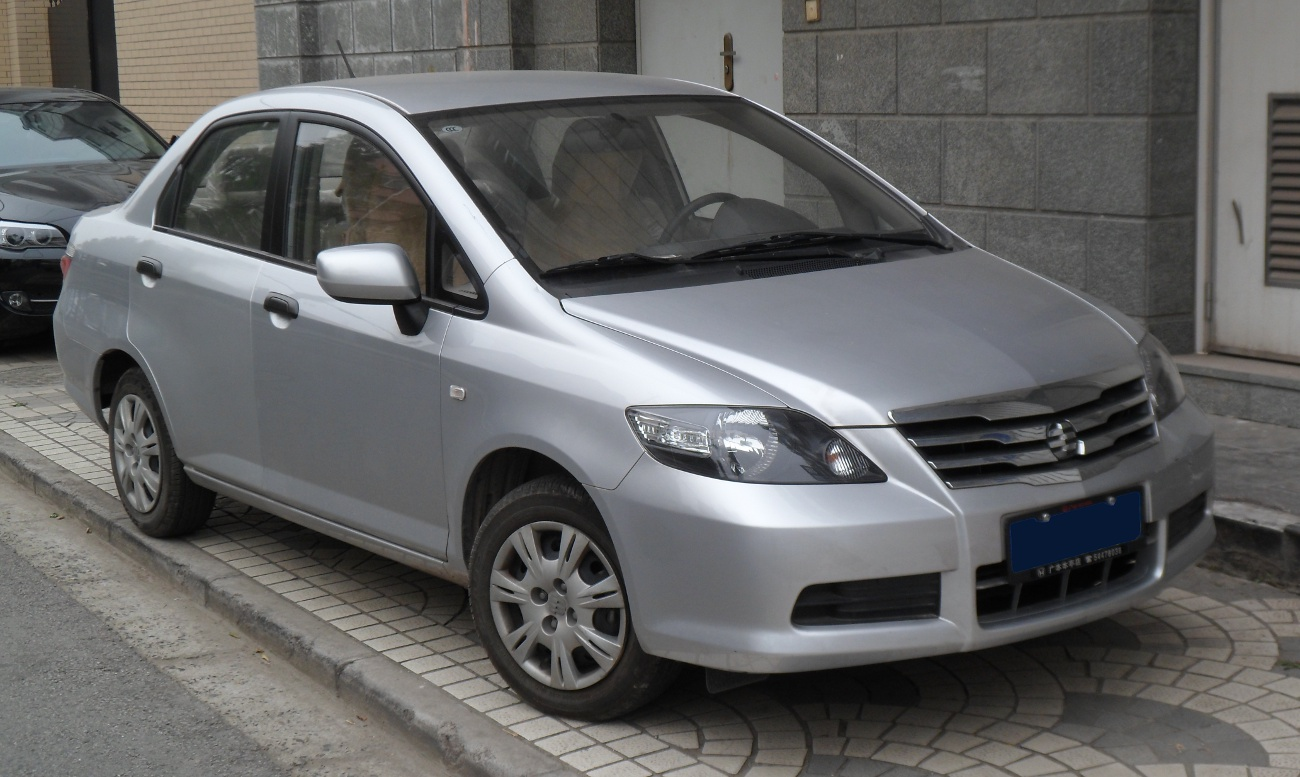
Everus S 1

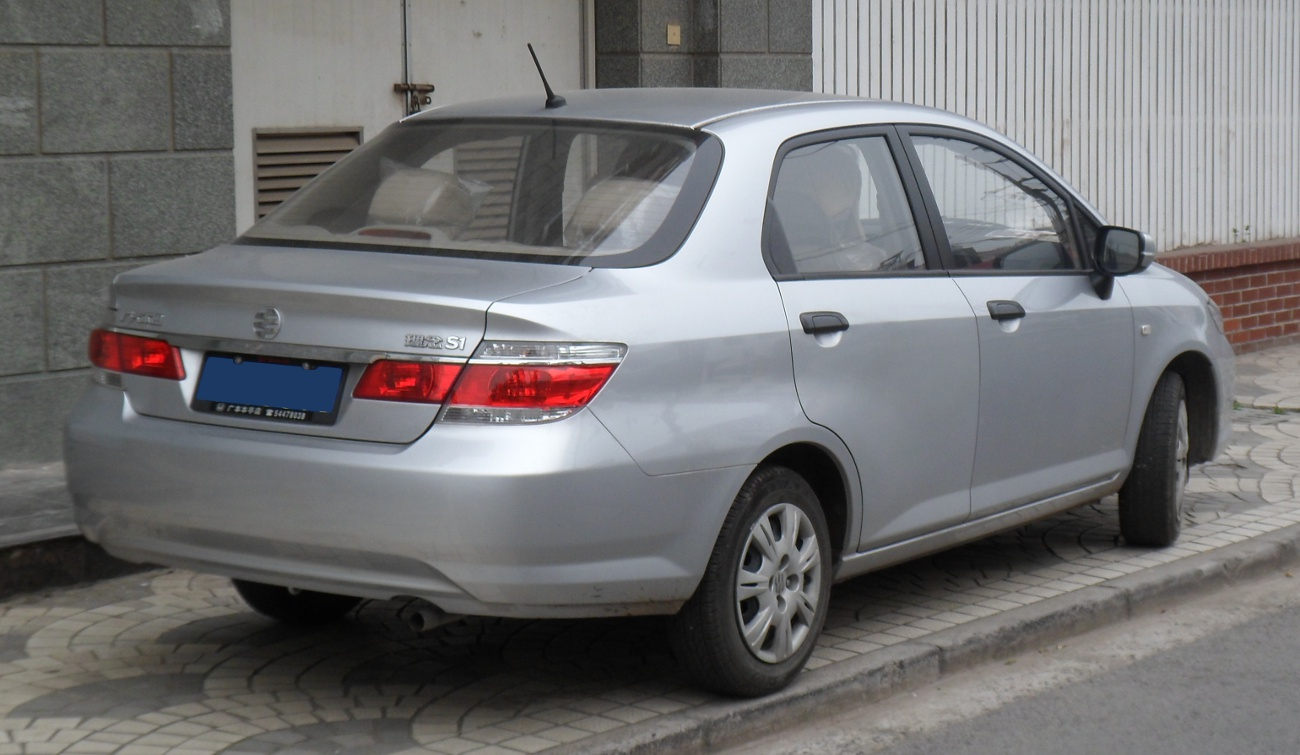
Heckansicht

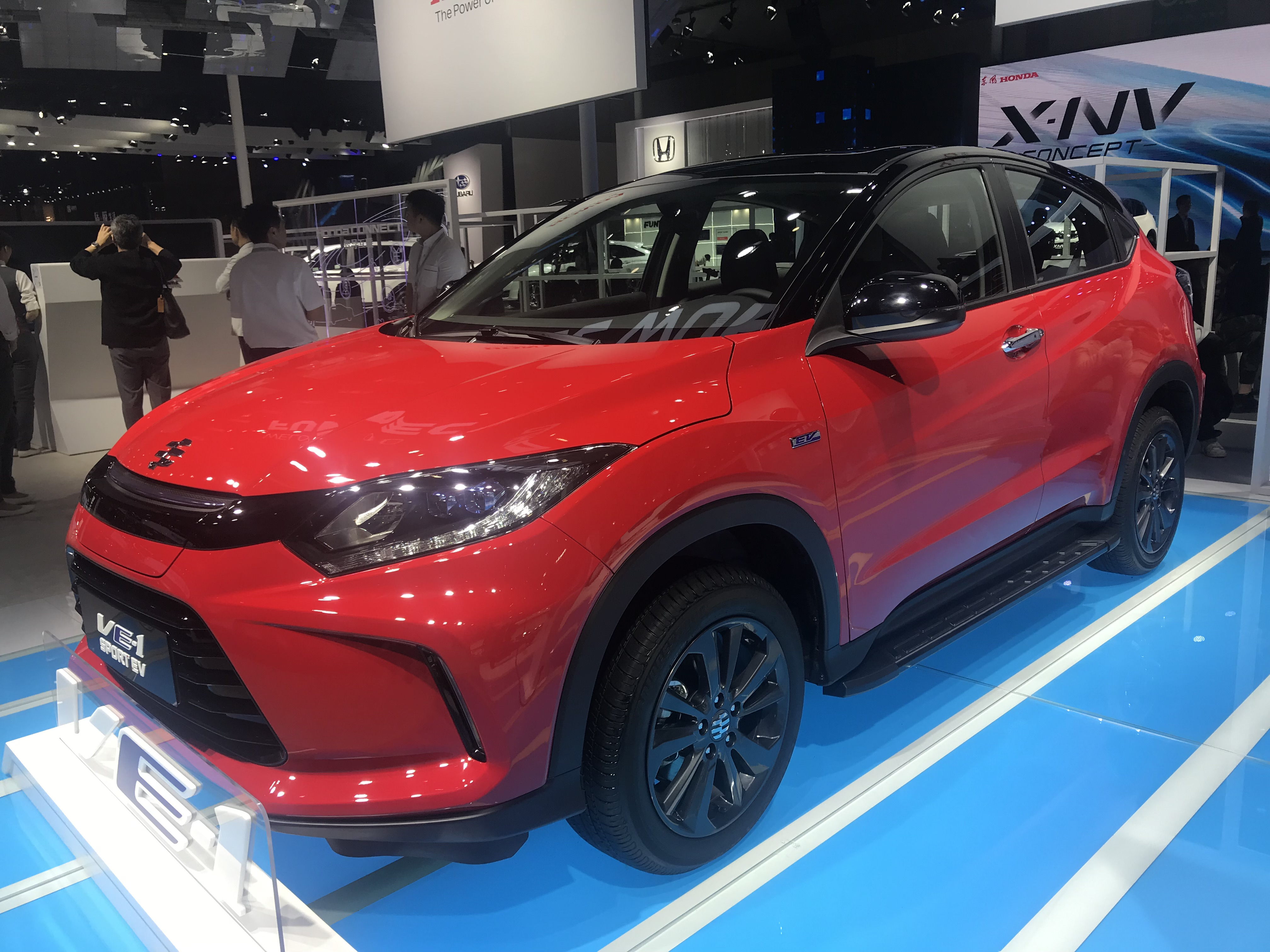
Everus VE-1

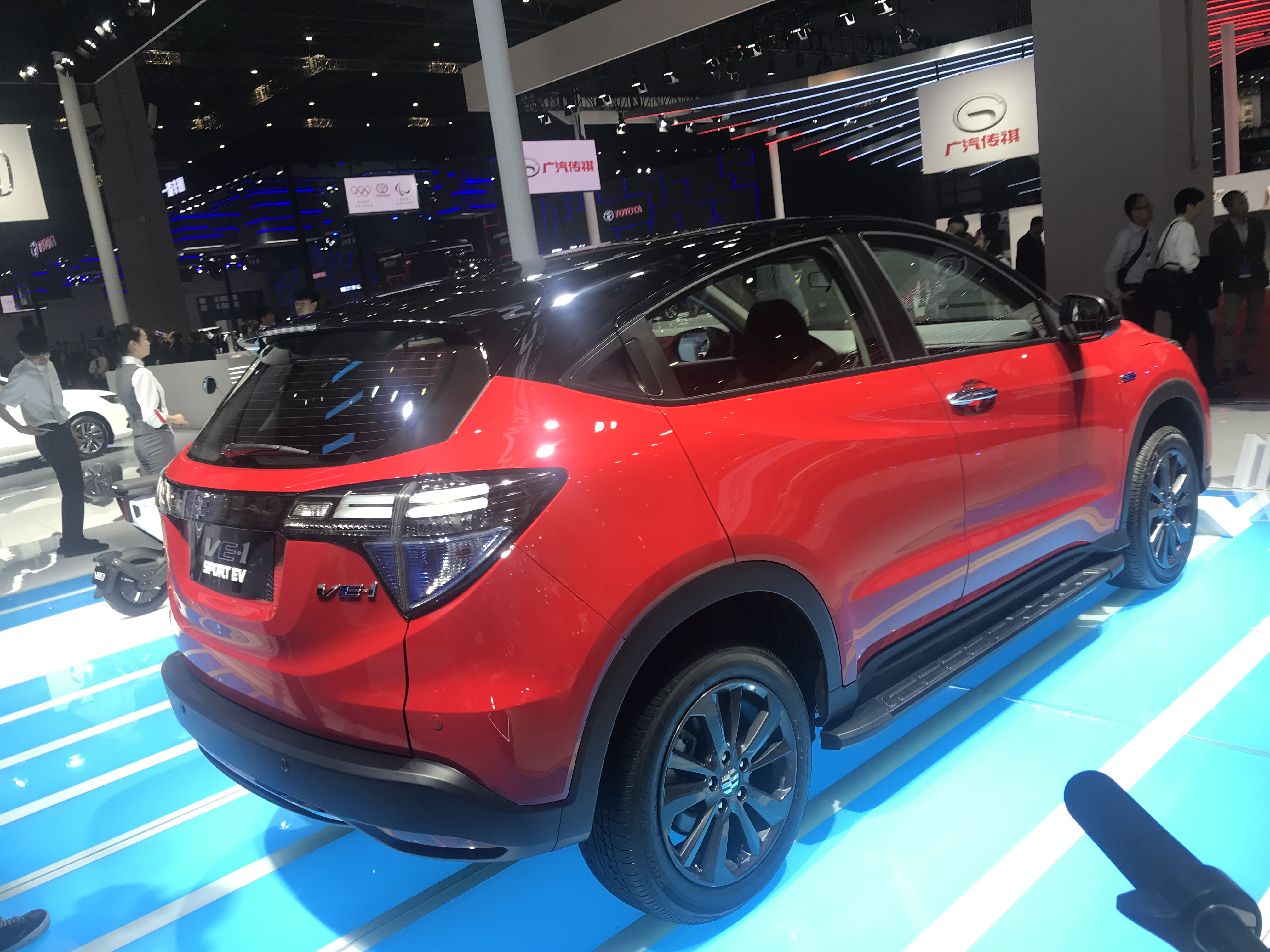
Heckansicht

Everus, auch Li Nian genannt, ist eine Automarke aus der Volksrepublik China.

## Markengeschichte
Das Unternehmen Guangqi Honda Automobile aus Guangzhou stellte 2008 ein Automobil unter dem Markennamen vor. Die Serienproduktion begann 2011. Zwei Jahre nach der Markteinführung versuchte das Unternehmen, den S1 durch eine umfassende Modernisierung vom Originaldesign abzuheben. Das Modell wurde bis 2016 verkauft, Danach wurde die Produktion des Everus S1 eingestellt, und es gab weder einen Nachfolger noch Pläne, neue Produkte auf den Markt zu bringen. In diesem Zustand blieb die Filiale weitere zwei Jahre.
Die Ankündigung der Rückkehr von Everus auf den Markt, dieses Mal unter einer völlig neuen Marke Elektroautos, war die im April 2018 auf der Beijing Auto Show vorgestellte Studie Everus EV Concept. Im November desselben Jahres wurde eine Fortsetzungsadaption dieser Studie vorgestellt, da es sich um eine optisch leicht veränderte Variante des bereits in China angebotenen Honda Vezel handelte.
Everus VE-1 besiegelte die Rückkehr der Tochtergesellschaft auf den chinesischen Markt im Dezember 2018, einen Monat nach seinem Debüt. Wie bei der zuvor angebotenen S1 Limousine, Der VE-1 blieb das einzige Modell der Everus-Reihe und es wurde in den nächsten zwei Jahren keine Entscheidung getroffen, sie zu erweitern. Im September 2020 wurde das Auto einer kleinen Modernisierung unterzogen, In diesem Rahmen wurde beschlossen, die Marke Everus vollständig zurückzuziehen und das Modell VE-1 direkt in das Portfolio von GAC Honda aufnehmen. Im Jahr 2021 hat GAC Honda den EA6 in sein Sortiment aufgenommen. Dies ist ein umbenannter GAC Aion S, der, bis auf die Embleme, exakt dem Lingzhi-Toyota iA5 entspricht.

## Fahrzeuge
Das bisher erste Serienmodell war der S 1, vorgestellt am 17. April 2011. Dies ist ein viertüriger Kleinwagen mit Stufenheck auf der Basis des Honda City der fünften Generation (2002–2008). Das Fahrzeug ist bei einem Radstand von 2450 mm 4420 mm lang, 1690 mm breit und 1495 mm hoch. Zur Wahl stehen Vierzylindermotoren mit 1300 cm³ Hubraum und 73 kW (99 PS) Leistung sowie mit 1500 cm³ Hubraum und 88 kW (120 PS) Leistung.
Das auf der Guangzhou Auto Show im November 2018 präsentierte Elektroauto VE-1 basiert auf dem Honda HR-V der zweiten Generation. Das Kompakt-SUV ist 4308 mm lang, 1824 mm breit und 1625 mm hoch. Der 120 kW (163 PS) starke Motor beschleunigt das Fahrzeug auf bis zu 140 km/h. Der Akkumulator hat einen Energieinhalt von 53,6 kWh, wodurch eine Reichweite nach NEFZ von 340 km möglich sein soll.
Im März 2021 kam das auf dem Aion S basierende Elektroauto EA6 in den Handel. Es ist 4800 mm lang, 1880 mm breit und 1530 mm hoch. Ein 135 kW (184 PS) starker Elektromotor beschleunigt die Limousine auf bis zu 156 km/h. Ein Akkumulator mit einem Energieinhalt von 58,8 kWh ermöglicht eine Reichweite nach NEFZ von 510 km.

## Produktionszahlen
2011 wurden 24.635 Fahrzeuge verkauft. Im Folgejahr blieb die Zahl mit 24.576 etwa gleich. 2013 sah eine Halbierung der Verkäufe auf 13.913. 2014 wurden 4547 Autos verkauft, im nächsten Jahr 3521 und danach 4173. Für 2017 sind keine Zahlen bekannt. Der bisherige Tiefpunkt war 2018 mit 100 Fahrzeugen erreicht. 2019 sah eine Steigerung auf 1555 Autos. Auch 2020 und 2021 wurden es mit 2376 bzw. 5026 Fahrzeugen wieder mehr.
| Jahr                             |      |  | Stück  |        |
| 2011                             | 2011 |  | 24.635 | 24.635 |
| 2012                             | 2012 |  | 24.576 | 24.576 |
| 2013                             | 2013 |  | 13.913 | 13.913 |
| 2014                             | 2014 |  | 4.547  | 4.547  |
| 2015                             | 2015 |  | 3.521  | 3.521  |
| 2016                             | 2016 |  | 4.173  | 4.173  |
| 2017                             | 2017 |  | 0      | 0      |
| 2018                             | 2018 |  | 100    | 100    |
| 2019                             | 2019 |  | 1.555  | 1.555  |
| 2020                             | 2020 |  | 2.376  | 2.376  |
| 2021                             | 2021 |  | 5.026  | 5.026  |
| Verkaufszahlen in China, Quelle: |      |  |        |        |